# Dialog – Strana zelených
Dialog – Strana zelených (maďarsky Párbeszéd – A Zöldek Pártja, do roku 2023 původním názvem Dialog za Maďarsko, maďarsky Párbeszéd Magyarországért, zkráceně Párbeszéd či také PM) je zelená politická strana v Maďarsku, která se počátkem roku 2013 odštěpila od hnutí s názvem Politika může být jiná.

## Název
| Oficiální název             | Zkratka                      | Překlad                  | Období    |
| --------------------------- | ---------------------------- | ------------------------ | --------- |
| Párbeszéd Magyarországért   | PM Párbeszéd                 | Dialog za Maďarsko       | 2013–2023 |
| Párbeszéd – A Zöldek Pártja | Párbeszéd Párbeszéd – Zöldek | Dialog – Strana zelených | 2023–     |

## Historie
V parlamentních volbách 2014 strana kandidovala společně s hnutím Együtt 2014 v rámci velké koalice Összefogás. Ve volbách získalo jeden mandát (poslankyně Tímea Szabó). Ve volbách do Evropského parlamentu 2014 společná koalice Együtt 2014 — Párbeszéd přinesla zisk jednoho mandátu, který nakonec obsadil Benedek Jávor. Lídrem strany pro parlamentní volby 2018 byl tehdejší předseda strany Gergely Karácsony.

## Kritika
Dne 20. února 2024 zveřejnil maďarský Státní kontrolní úřad (Állami Számvevőszék) dílčí výsledek auditu financování kampaní politických stran před parlamentními volbami v roce 2022. V rámci této kontroly vyplývající ze zákonné povinnosti úřadu bylo zjištěno, že šest politických stran, které uzavřely alianci Společně pro Maďarsko, účelově obešely zákonné požadavky týkající se financování jejich společné kampaně, omezení výše nákladů na kampaň a vyúčtování kampaně. Strany využily více než 4 miliardy forintů, které získaly od zahraničních sponzorů, čímž vědomě porušily volební zákon. Vlivný poradce Demokratické strany USA Eric Koch doznal, že část finančních prostředků, které koalice získala od organizace Action for Democracy ovládané Dávidem Korányiem, poradcem budapešťského primátora Gergelye Karácsonye, daroval George Soros. Státní kontrolní úřad uložil těmto šesti stranám pokutu v celkové výši 261 milionů forintů. Zaroveň se obrátil na Národní daňový a celní úřad (Nemzeti Adó- és Vámhivatal), který zahájil vlastní nezávislé vyšetřování původu sponzorských darů.

## Stranický aparát

### Předsednictvo
| Období    | Spolupředseda     | Spolupředsedkyně |
| --------- | ----------------- | ---------------- |
| 2013–2014 | Benedek Jávor     | Tímea Szabó      |
| 2014–2022 | Gergely Karácsony | Tímea Szabó      |
| 2022–2024 | Bence Tordai      | Rebeka Szabó     |
| 2024–     | Richárd Barabás   | Rebeka Szabó     |

### Poslanci Zemského sněmu
- Poslanci Zemského sněmu (2018–2022): Sándor Burány, Olivio Kocsis-Cake, Tamás Mellár (od 20. května 2018), Tímea Szabó, Bence Tordai.
- Poslanci Zemského sněmu (2022–2026): Sándor Berki, András Jámbor (člen Hnutí Jiskra), Tamás Mellár, Rebeka Szabó, Tímea Szabó, Bence Tordai.

### Poslanci Evropského parlamentu
- Poslanec osmého EP (2014–2019): Jávor Benedek.

## Volební výsledky

### Volby do Zemského sněmu
| Volby | Celostátní kandidátní listina (90) | Celostátní kandidátní listina (90) | OEVK (109) | OEVK (109) | Mandáty | Mandáty | Status  |
| Volby | Hlasy                              | %                                  | Hlasy      | %          | Počet   | %       | Status  |
| ----- | ---------------------------------- | ---------------------------------- | ---------- | ---------- | ------- | ------- | ------- |
| 20141 | 1 290 806                          | 25,57                              | 1 317 879  | 26,85      | 1/199   | 0,5     | Opozice |
| 20182 | 682 701                            | 11,91                              | 622 458    | 11,31      | 4/199   | 1,51    | Opozice |
| 20223 | 1 947 331                          | 34,44                              | 1 983 708  | 36,90      | 6/199   | 3,02    | Opozice |

1: PM kandidoval v rámci levicové koalice Összefogás (DK–E14–MLP–MSZP–PM).

2: PM kandidoval v koalici s Maďarskou socialistickou stranou.

3: Párbeszéd kandidoval v rámci široké levicově–zelené koalice Společně pro Maďarsko (DK–Jobbik–LMP–Momentum–MSZP–Párbeszéd).

### Volby do Evropského parlamentu
| Volby | Počet hlasů | Hlasy v % | Počet mandátů | Politická skupina EP | Evropská strana |
| ----- | ----------- | --------- | ------------- | -------------------- | --------------- |
| 20141 | 168 076     | 7,25      | 1/21          | G-EFA                | EGP             |
| 20192 | 228 333     | 6,66      | 0/21          | —                    | EGP             |
| 20243 | 367 162     | 8,03      | 0/21          | —                    | EGP             |

1: PM kandidoval v koalici hnutím Společně 2014. První zvolený europoslanec Gordon Bajnai (E14) ihned odstoupil ve prospěch druhého v pořadí, kterým byl Benedek Jávor (PM).

2: PM kandidoval v koalici s Maďarskou socialistickou stranou. Získaný jeden mandát europoslance obsadil István Ujhelyi (MSZP).

3: PM kandidoval v koalici s Demokratickou koalicí a Maďarskou socialistickou stranou. Získané dva mandáty europoslanců obsadili Klára Dobrev (DK) a Csaba Molnár (DK).